# بورتريه لبييترو بيمبو (رافائيل)
بورتريه بييترو بمبو، والمعروفة أيضًا باسم بورتريه بييترو بمبو الشاب، هي لوحة زيتية للفنان الإيطالي رافائيل. اكتملت  تقريبا عام 1504، اللوحة معلقة في متحف الفنون الجميلة في بودابست.
الصورة هي في ظاهرها صورة للكاردينال البندقية بييترو بيمبو، صديق الرسام رافائيل. قام رافائيل برسم صورة بالطباشير الأسود لبيمبو أثناء زيارته إلى أوربينو في عام 1506. ظلت الصورة معلقة في منزل بيمبو لسنوات قبل أن تختفي.
نظرًا لعدم التطابق بين الصورة واسمها، لا سيما في ملامح الأنف،  اقترح شخصيات أخرى كموضوع محتمل، من بينها أغنولو دوني، الذي رسمه رافائيل في الفترة نفسها تقريبًا. في سيرتها الذاتية عن بيمبو عام 2004، أشارت كارول كيدويل إلى أن الشخص في اللوحة يبدو كرجل حاشية سعيد، وليس كشخص يسعى لترك بصمته في العالم، خاصة مع ارتدائه قبعة حمراء، في حين كان النبلاء الفينيسيون يفضلون اللون الأسود.

## ملحوظات
1. ↑   https://www.dhm.de/datenbank/ccp/mu.php?no=964/33. اطلع عليه بتاريخ 2022-06-06. {{استشهاد ويب}}: |url= بحاجة لعنوان (مساعدة) والوسيط |title= غير موجود أو فارغ (من ويكي بيانات) (مساعدة)
2. 1 2 3 4  Kidwell 2004، صفحة 393.
3. ↑  Camesasca 1963، صفحة 97.
4. ↑  Brown & Nimmen 2005، صفحة 27.
5. ↑  Müntz 1882، صفحة 216.
6. ↑  Passavant 1872، صفحة 68.